# Nate Huffman
Pour les articles homonymes, voir Huffman.
Nate Huffman, né Nathaniel Thomas Huffman le 2 avril 1975 à Battle Creek dans le Michigan et mort le 15 octobre 2015 dans la même ville, est un joueur américain de basket-ball.

## Biographie

### Décès
Le 29 septembre 2015, Nate Huffman annonce qu'il a un cancer de la vessie de niveau 4 et qu'il en est « au stade terminal ». Il meurt le 15 octobre 2015.

## Palmarès

### Club
- Vainqueur de la Coupe Suproligue en 2001
- Champion d'Israël en 2000,  2001,  2002
- Vainqueur de la Coupe d'Israël en 2000,  2001,  2002

## Distinctions
- Élu meilleur joueur de la Coupe Suproligue en 2001